# Musée Fabre
Musée Fabre är ett konstmuseum i Montpellier i södra Frankrike. Det grundades 1828 av konstnären François-Xavier Fabre. I museets samlingar ingår omkring 1 800 målningar, 4 000 teckningar, 1 500 grafiska konstverk och 100 skulpturer. Framför allt finns omfattande samlingar av nederländsk och flamländsk 1600-talskonst samt fransk 1800-tals konst. 

## Konstverk

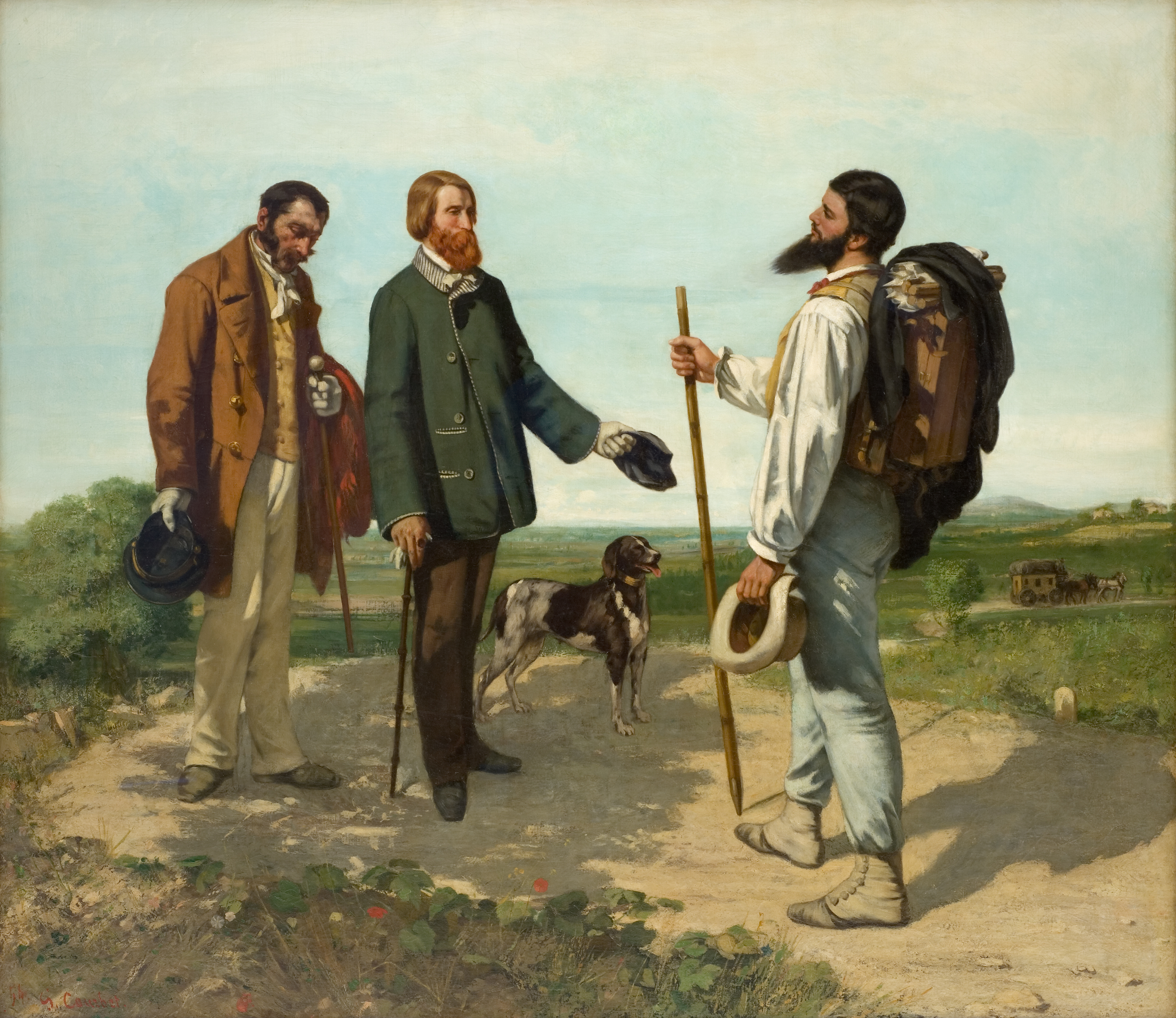
Mötet (1854), Gustave Courbet
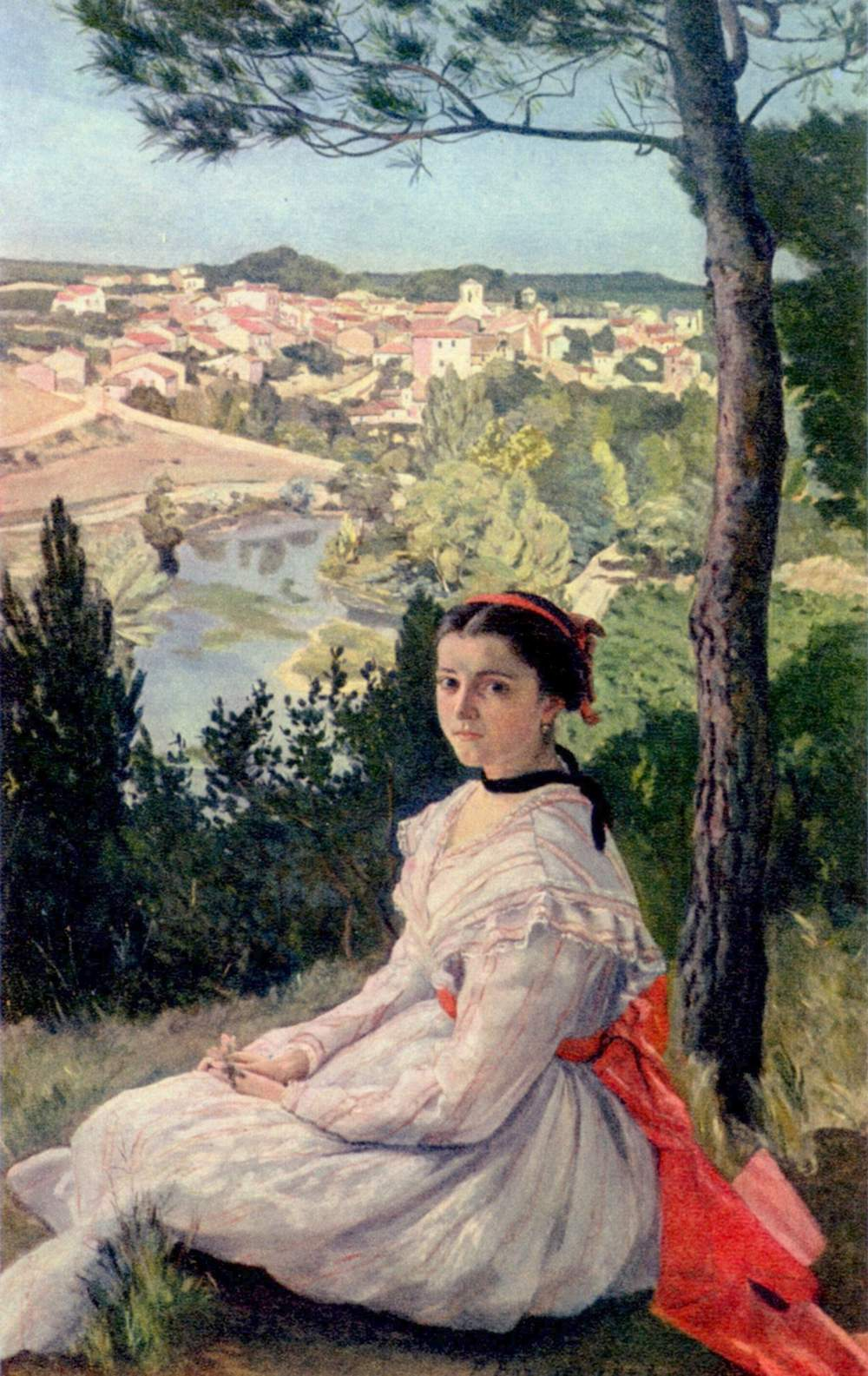
Utsikt över byn (1868), Frédéric Bazille
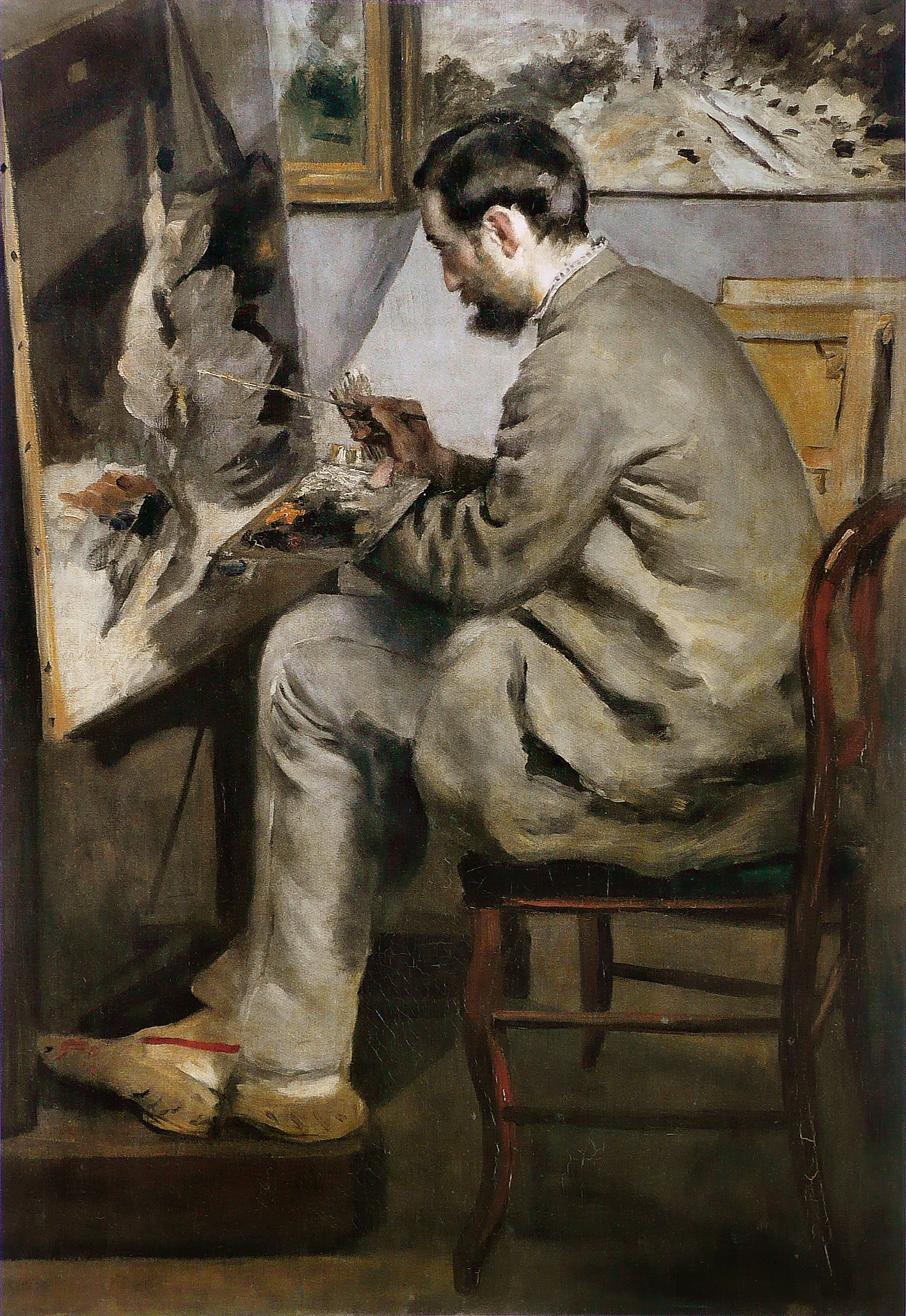
Frédéric Bazille (1867), Auguste Renoir
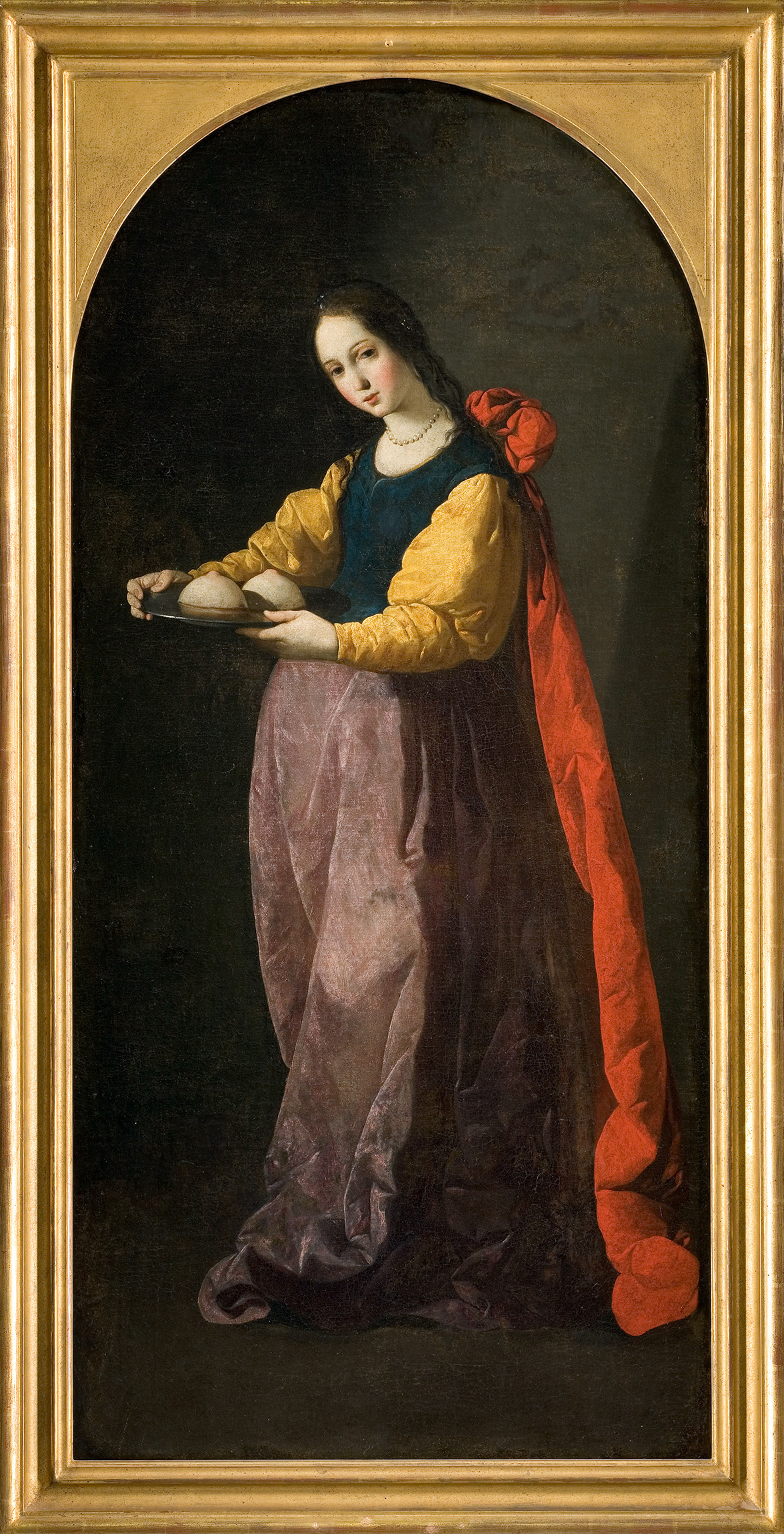
Den heliga Agata (1630-talet), Francisco de Zurbarán